# Bertrand Piccard
Pour les articles homonymes, voir Piccard.
Bertrand Piccard, né le 1er mars 1958 à Lausanne, est un psychiatre, explorateur et environnementaliste suisse. Il a réussi, avec le pilote britannique Brian Jones, le premier tour du monde en ballon (du 1er au 21 mars 1999) à bord du ballon Breitling Orbiter 3 et a codéveloppé et piloté l'avion solaire Solar Impulse, en alternance avec André Borschberg, autre pilote avec lequel il réalise un tour du monde de mars 2015 à juillet 2016. Depuis 2012, il est « Champion de la Terre », un projet des Nations unies pour l'environnement. Il est le fondateur et président de la Fondation Solar Impulse (en).
Il est le fils de l'océanographe Jacques Piccard et le petit-fils du physicien Auguste Piccard.

## Biographie

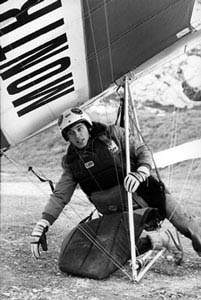
Bertrand Piccard, en 1982.

Wernher von Braun, grand admirateur d'Auguste Piccard depuis son enfance et devenu ami de la famille Piccard, permet à Bertrand Piccard d'assister aux décollages des fusées Saturn V des missions Apollo 7 à 12.
En parallèle de ses études de médecine psychiatrique, il devient un pionnier du vol libre et ULM en Europe. Il s'essaie également au vol en parapente et en montgolfière. Il est sacré champion d'Europe de voltige en deltaplane (1985), et est vainqueur de la 1re course transatlantique en ballon (1992). Il est aussi lauréat du prix Henri Deutsch de la Meurthe de l'Académie des sports en 1992, récompensant un fait sportif pouvant entraîner un progrès matériel, scientifique ou moral pour l’humanité.
Il est fils de l'océanographe Jacques Piccard, détenteur du record mondial de plongée en sous-marin, avec Don Walsh — officier de la marine américaine, océanographe et professeur d'université (University of Southern California) —, et petit-fils d'Auguste Piccard, premier à atteindre la stratosphère à bord d'un ballon. Il est, tout comme son père Jacques Piccard, docteur honoris causa de l'université catholique de Louvain depuis le 1er février 2008.
Il est le père de trois filles avec Michèle Piccard, qui participe au service de communication de Solar Impulse. 
Il est fait chevalier de l'ordre de Saint-Charles le 17 novembre 2012 et il est promu au rang d'officier de la Légion d'honneur le 25 avril 2017. Le 14 mai 2025, il est promu au rang de commandeur de ce même ordre.

### Aérostier au long cours

#### Première tentative de tour du monde
En janvier 1997, Bertrand Piccard tente son premier tour du monde en ballon sans escale, à bord du Breitling Orbiter, une rozière comprenant une enveloppe d'air chaud entourant une autre poche de 15 000 m3 d'hélium, tentative qui se solde par un échec après 6 heures de vol seulement, à la suite de fuites de kérosène dans la cabine. Cette fuite de carburant, très incommodante, contraint Piccard et son coéquipier Wim Verstraeten à laisser amerrir leur ballon en Méditerranée au large de Toulon, avec perte de l’enveloppe. Le décollage, déjà, avait failli mal se terminer, le ballon frôlant les peupliers près de la station-service de Château-d'Œx.

#### Deuxième tentative

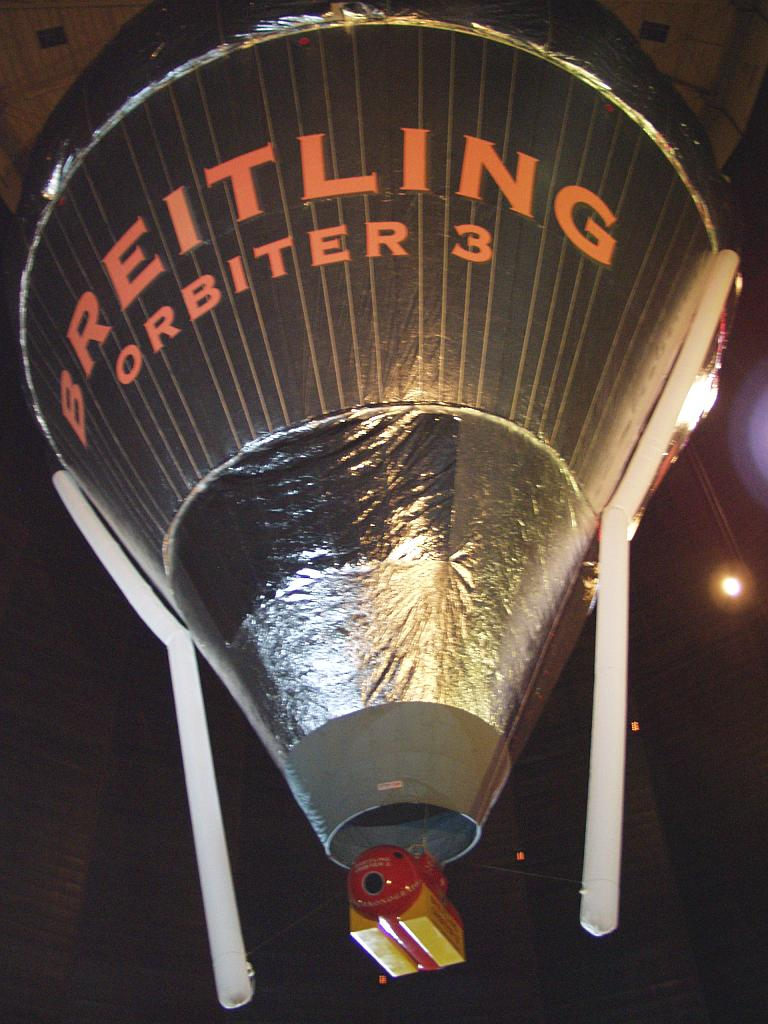
Une copie du Breitling Orbiter 3 dans le ciel de Château-d'Œx. La nacelle mesure 2.50 m de hauteur.

Pour sa deuxième tentative, Piccard fait toujours équipe avec Wim Verstraeten mais s'adjoint les services d'un technicien du constructeur anglais Cameron, Andy Elson. Totalement libre de repartir à zéro et riche de sa première expérience, l’équipe décide de construire l'Orbiter 3, un ballon plus grand (16 500 m3 d'hélium pour 53 m de hauteur), qui s’envole à nouveau de Château-d’Œx (Préalpes vaudoises), le 28 janvier 1998. Après une fuite d'air à un hublot, acrobatiquement colmatée de l'extérieur par Andy Elson, et un test de pressurisation de la cabine en conditions réelles (à 11 000 m d'altitude et par –50 °C), ils poursuivent leur vol, mais le refus chinois d'autoriser la traversée du territoire sera finalement fatal aux espoirs des aéronautes.
Rabattus par un courant d’inversion, les aéronautes vont devoir contourner l'immense territoire chinois, par le sud, à très basse altitude et à 25 km/h, alors qu'un magnifique courant-jet soufflait à 270 km/h entre l’Iran et Pékin. À nouveau contraints de se poser, leur voyage s’est terminé après 10 jours, par un atterrissage en pleine campagne birmane, au milieu des paysans ébahis. Le Breitling Orbiter II n'aura pas fait le tour du monde, mais le trio bat le record de durée d'un engin volant, avec 9 jours 17 heures et 55 minutes pour 8 700 km parcourus.

#### Troisième tentative
Bertrand Piccard et son équipe décident de faire une troisième tentative et obtiennent la fabrication du Breitling Orbiter III, un ballon encore plus grand (18 500 m3 d'hélium, 55 m), apte à tenir l’air pendant 3 semaines. Piccard décide aussi de changer de coéquipier : il engage tout d'abord Tony Brown, pilote de Concorde chez British Airways. Mais l'aspect relationnel étant très important, il propose finalement à un autre Anglais, Brian Jones, pilote à la Royal Air Force et aéronaute instructeur accompli, de l’accompagner. 
Pour cette ultime tentative — car il n'y en aurait pas eu d'autre — le lourd réservoir de kérosène est remplacé par 32 bouteilles de gaz propane de 2,35 m de haut, plus aisées à manipuler. Décollage le 1er mars 1999 à 8 h 05 GMT de Château-d'Œx (Suisse). Atterrissage le 21 mars à 5 heures 52 GMT, en plein désert égyptien, près de l'oasis de Dâkhla (70 000 habitants). Guidé par le météorologue Luc Trullemans, le tour du monde est finalement bouclé après avoir volé 19 jours 21 heures et 47 minutes (447 h et 47 min) sur une distance de 45 755 km, soit le plus long vol en durée et en distance de l’histoire de l’aviation.

### Solar Impulse: l'avion solaire
En 2003, Bertrand Piccard s'associe avec l'École polytechnique fédérale de Lausanne et le pilote André Borschberg et développe un projet d'avion solaire. À l'issue d'une conférence à ce sujet, il trouve son premier investisseur, premier d'une longue liste, Semper Gestion, société de gestion financière dirigée par Éric Freymond. En 2004, son projet devient réalité : Solar Impulse, de circumnavigation en planeur solaire.
Après cinq essais depuis le lancement du projet, Solar Impulse réussit son premier vol international, de Payerne (en Suisse) à Bruxelles (en Belgique), le 13 mai 2011. Aux commandes du premier prototype, son coéquipier André Borschberg a parcouru 630 kilomètres, en 13 heures de vol, à environ 50 km/h de moyenne et à environ 6 000 pieds d'altitude. Cet avion effectue une traversée des États-Unis du 3 mai au 7 juillet 2013.
La deuxième version de Solar Impulse réalise un tour du monde entre mars 2015 et juillet 2016, la traversée du Pacifique représentant le record de vol en solitaire sans ravitaillement ni escale avec 5 jours et 5 nuits pour parcourir 8 900 km. L'ensemble de l'aventure est racontée par Bertrand Piccard et André Borschberg dans le livre Objectif Soleil, publié en février 2017,.

### Promotion des technologies «propres»
À l'issue du tour du monde, Bertrand Piccard et son coéquipier André Borschberg lancent l'Alliance mondiale pour les technologies propres et la Fondation Solar Impulse (en) pour fédérer les acteurs économiques des technologies des énergies renouvelables et du développement durable. 
Lors de la conférence de Marrakech (COP22) le 22 novembre 2016, Bertrand Piccard et la Fondation Solar Impulse annoncent l’objectif de présenter aux décideurs politiques « 1 000 solutions rentables pour protéger l'environnement ». Pour ce faire, la fondation crée le Label Solar Impulse Efficient Solution. Cette certification est attribuée après un processus d’évaluation par des experts indépendants, reconnaissant ainsi la profitabilité et l’impact écologique d’un produit, un processus ou d’un service. Cet objectif d’identifier 1 000 solutions est atteint en avril 2021,.

## Distinctions
- Chevalier de l'ordre de Saint-Charles le 17 novembre 2012[23].
- Commandeur de la Légion d'honneur le 14 mai 2025[8], officier le 25 avril 2017[7], chevalier en mars 1999.
- En 2000, l'Association des journalistes professionnels de l'aéronautique et de l'espace (AJPAE) lui décerne le prix Icare.
- Prix Champignac d'or 1999[24]

## Philatélie
Trois jours après le tour du monde en ballon sans escale de Bertrand Piccard, la Poste suisse émet un timbre-poste d'une valeur de 90 centimes suisse représentant l'Orbiter III en vol. Ce timbre, vu la forte demande, est en rupture en une seule matinée,. En juin 2021, La Poste française présente elle aussi un timbre Solar Impulse, ‘pionnier de la transition écologique’. 

## Publications
- 1998 : Une trace dans le ciel, 176 pages, (broché 225 x 295 mm) Édition Oresol (France), imprimé en Suisse  (ISBN 2-940242-00-3).
- 1999 : Quand le vent souffle dans le sens de ton chemin, Édition La Nacelle, Genève - "Breitling Orbiter 1" Préface de Nicolas Hulot  (ISBN 2-883-93010-4).
- 1999 : Le tour du monde en 20 jours, Robert Laffont, juin 2000 – sur les traces de Jules Verne, le récit d'une aventure extraordinaire, un rêve d'enfant devenu réalité  (ISBN 2-221-09102-7).
- 2005 : Une trace dans le ciel, 240 pages, Édition Favre S.A., Lausanne – préface de Patrick Poivre d'Arvor, imprimé en France  (ISBN 2-8289-0881-X).
- 2009 : À la conquête du ciel et des abysses, Auguste-Jacques-Bertrand Piccard, Édition Gallimard-Loisirs  (ISBN 2-7424-2292-7).
- 2010 : À la conquête du ciel et des abysses, Bertrand Piccard et André Borschberg, Édition Favre, Lausanne.
- 2010 : Solar impulse : HB-SIA, 174 pages, Bertrand Piccard et Jacques-Henri Addor, Édition Favre, Lausanne  (ISBN 2-8289-1198-5).
- 2014 : Changer d'altitude, quelques solutions pour mieux vivre sa vie, Bertrand Piccard – préface de Matthieu Ricard, déc. 2014, 302 pages, éditions Stock, Paris  (ISBN 978-2-234-07725-6).
- 2017 : Objectif Soleil : l'aventure Solar Impulse, avec André Borschberg, éditions Stock, Paris, 2017, 356 pages  (ISBN 9782234080836)
- 2020 : Le futur de l'avion : Les prochains défis de l’industrie aéronautique, Francis Pollet, Bertrand Piccard, nov. 2020, 160 pages, FYP Éditions, Ivry-sur-Seine,  (ISBN 978-2-36405-203-1)
- 2021 : Réaliste, soyons logiques autant qu'écologiques, Stock, 2021, 180 p.